# Cupido pseudeuchylas
Cupido pseudeuchylas är en fjärilsart som beskrevs av Embrik Strand 1911. Cupido pseudeuchylas ingår i släktet Cupido och familjen juvelvingar. Inga underarter finns listade i Catalogue of Life.